# بير بيل
بير بيل (بالسويدية: Per Bill)‏ هو سياسي سويدي، ولد في 1958 في ستوكهولم في السويد. حزبياً، نشط في حزب التجمع المعتدل. وقد انتخب عضو البرلمان السويدي ‏ (29 سبتمبر 2014 – 27 أغسطس 2015).